# Man Arai
Pour les articles homonymes, voir Arai (homonymie).
Man Arai (新井満, Arai Man), né le 7 mai 1946 à Niigata et mort le 3 décembre 2021 à Hakodate, est un écrivain, auteur-compositeur, chanteur, photographe et producteur japonais.

## Biographie
En 1987, Man Arai remporte le Prix Noma des nouveaux écrivains pour Vexation (ヴェクサシオン). Il remporte le Prix Akutagawa en 1988 pour Tazunebito no jikan (尋ね人の時間).